# Country Miśki
Country Miśki (ang. The Country Bears, 2002) – amerykański film familijny wyprodukowany przez Walt Disney Pictures. Film opowiada o Bearym, który próbuje przekonać członków grupy, aby zapomnieli o dzielących ich różnicach i wzięli udział w koncercie charytatywnym.

## Obsada
- Misty Rosas – Beary Barrison
- Alice Dinnean – Beary Barrison (animatronika twarzy)
- Haley Joel Osment – Beary Barrison (głos)
- Elizabeth Daily – Beary Barrison (śpiew)
- Brian La Rosa –
  - Ted Bedderhead
  - bywalec w barze
- Michelan Sisti – Ted Bedderhead (animatronika twarzy)
- Diedrich Bader –
  - Ted Bedderhead (głos),
  - oficer Cheets
- John Hiatt –
  - Ted Bedderhead (śpiew)
  - on sam
- Denise Cheshire – Trixie St. Claire
- Terri Hardin – Trixie St. Claire (animatronika twarzy)
- Candy Ford – Trixie St. Claire (głos)
- Bonnie Raitt –
  - Trixie St. Claire (śpiew),
  - kobieta w motelowym barze
- Jody St. Michael –
  - Tennessee O’Neal
  - bywalczyni w barze
- Julianne Buescher –
  - Tennessee O’Neal (animatronika twarzy)
  - kelnerka
- Toby Huss – Tennessee O’Neal (głos)
- Don Henley –
  - Tennessee O’Neal (śpiew),
  - mężczyzna w motelowym barze
- John Alexander – Big Al
- Terri Hardin –
  - Big Al (animatronika twarzy),
  - bywalczyni w barze
- James Gammon – Big Al (głos)
- Kaepan Shaw – Fred Bedderhead
- Allan Trautman – Fred Bedderhead (animatronika twarzy)
- Brad Garrett – Fred Bedderhead (głos)
- Tom Fisher – Henry Dixon Taylor
- Bruce Lanoil – Henry Dixon Taylor (animatronika twarzy)
- Kevin Michael Richardson – Henry Dixon Taylor (głos)
- Tony Sabin Prince as Zeb Zoober
- John Kennedy as Zeb Zoober (animatronika twarzy)
- Stephen Root – Zeb Zoober (głos)
- Christopher Walken – Reed Thimple
- M.C. Gainey – Roadie
- Stephen Tobolowsky – pan Barrison
- Meagen Fay – pani Barrison
- Eli Marienthal – Dex Barrison
- Alex Rocco – Rip Holland
- Daryl Mitchell – oficer Hamm
- Jennifer Paige – kelnerka
- Jess Harnell – długowłosy koleś
- Krystal Harris – ona sama
- Queen Latifah – Cha-Cha
- Chip Chinery – Tom Tamina
- Carolyn Almos – Tina Tamina
- Elton John – on sam
- Paul Rugg – spiker TV
- Christopher Darga – pan Slamboni
- Daniel Escobar – kierownik sklepu
- Willie Nelson – on sam
- Bonnie Raitt – on sam
- Brian Setzer – on sam
- Don Was – on sam
- Wyclef Jean – on sam
- Xzibit – on sam
- Don Was – on sam
- Colin Hay – śpiew
- Patrice Fisher – piosenkarka śpiewająca w chórkach

## Wersja polska
Wersja polska: Master Film

Reżyseria: Cezary Morawski

Asystent reżysera: Monika Dzik

Dialogi: Jan Jakub Wecsile

Dźwięk: Elżbieta Mikuś

Montaż: Gabriela Turant-Wiśniewska

Kierownik produkcji: Beata Jankowska

Udział wzięli:
- Sergiusz Żymełka – Beary Barrison
- Mariusz Benoit – Ted Bedderhead
- Joanna Wizmur – Trixie St. Claire
- Zdzisław Wardejn – Tennessee O’Neal
- Wiktor Zborowski – Henry Dixen Taylor
- Krzysztof Kołbasiuk – Big Al
- Marcin Troński – Fred Bedderhead
- Wiktor Zborowski – Henry Dixen Taylor
- Janusz Nowicki – Zeb Zoober
- Krzysztof Tyniec – Reed Thimple
- Grzegorz Wons – pan Barrison
- Jolanta Wołłejko – pani Barrison
- Jakub Truszczyński – Dex Barrison
- Jan Janga-Tomaszewski – Rip Holland
- Radosław Pazura – oficer Cheets
- Omar Sangare – oficer Hamm
- Aleksander Mikołajczak – długowłosy koleś
- Joanna Jabłczyńska – Krystal Harris
- Barbara Zielińska – Cha-Cha
- Cezary Nowak –
  - Tom Tamina,
  - głos z radia policyjnego,
  - postać z kreskówki #1
- Joanna Węgrzynowska – Tina Tamina
- Tadeusz Borowski – Elton John
- Andrzej Ferenc – spiker TV
- Cezary Kwieciński – kierownik sklepu
- Adam Bauman –
  - John Hiatt,
  - reporter,
  - postać z kreskówki #3
- Jacek Jarosz – Willie Nelson
- Marcin Perchuć – Brian Setzer
- Wojciech Machnicki – Don Was
- Jarosław Boberek –
  - Wyclef Jean,
  - pracownik firmy rozbierającej budynki
- Wojciech Paszkowski – Xzibit
- Janusz Wituch – postać z kreskówki #2
- Cezary Morawski – głos z tłumu